# Storia della provincia di Ancona

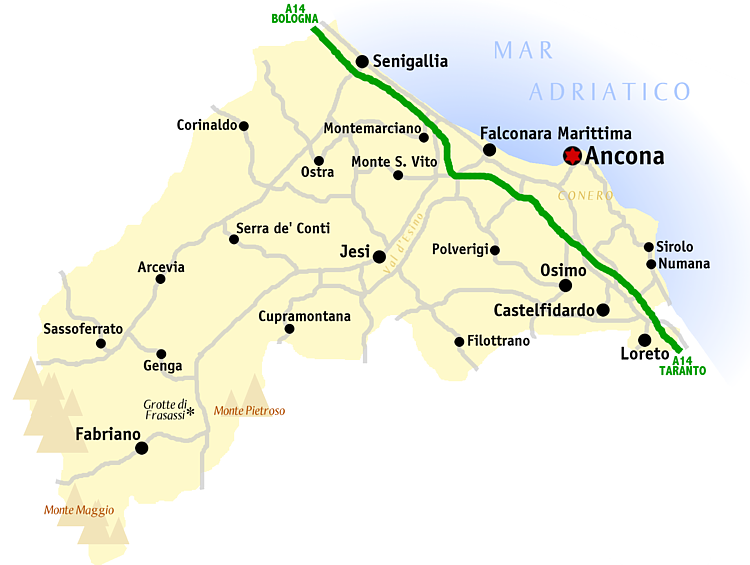
Cartina della provincia di Ancona

## Preistoria
La provincia di Ancona ospita importanti insediamenti del Paleolitico Inferiore, Medio e Superiore, del Neolitico, dell'Età del Rame e del Bronzo.

## Protostoria
Il periodo proto-storico è caratterizzato dalla presenza sulla costa della colonia greca di Ankón e dalla diffusa e capillare presenza su tutta l'area regionale della popolo dei Piceni, i cui stanziamenti sono testimoniati dal X secolo a.C. fino all'epoca romana. Solo nel IV secolo a.C. un popolo celtico, la tribù dei Galli Senoni si attestò nella parte nord delle Marche arrivando ad interessare anche il territorio che oggi ricade sotto la provincia di Ancona. Tradizionalmente si sostiene che i Senoni si insediarono a nord del fiume Esino, anche se numerose testimonianze archeologiche (ad esempio la necropoli di San Paolina di Filottrano) li attestano anche nella parte più meridionale della provincia.

## Periodo romano
Dopo la battaglia di Sentino (295 a.C.) ha inizio la romanizzazione sul versante adriatico.
All'arrivo dei Romani nelle Marche le popolazioni locali cercarono inizialmente una convivenza pacifica e la provincia di Ancona attraversò un periodo di transizione tra le civiltà greca, picena, celtica già presenti e quella romana, anche dal punto di vista linguistico. Le varie popolazioni furono gradualmente ma inesorabilmente assorbite da un punto di vista culturale dalla civiltà romana e già nel II secolo a.C. non si hanno più testimonianze di residui insediamenti a cultura preromana.
Numerose le città romane presenti alcune delle quali furono fondate tra III e II secolo a.C.: Suasa, Ostra (Ostra antica), Attidium (nei pressi di Fabriano), Aesis (Jesi), Auximum (Osimo), altre già presenti come la dorica Ancona, altre ancora, come Sena Gallica (Senigallia) e Sentinum (Sassoferrato), hanno una data di fondazione incerta.
Durante il primo periodo imperiale il territorio della penisola italiana fu riorganizzato da Augusto in 11 regioni e l'attuale territorio provinciale si trovò a cavallo tra la Regio V Picenum (città di Ancona e Auximum, Aesis), l'Ager Gallicus (città di Sena Gallica, Suasa e Ostra) compreso nella Regio VI insieme all'Umbria romana che anch'essa in parte ricadeva sull'attuale territorio provinciale (città di Sentinum e Attidium). A far da confine geografico tra le due regioni augustee sempre il fiume Esino.

## Alto Medioevo
Alla caduta dell'Impero romano d'Occidente il territorio rimase tra i possessi dell'Impero romano d'Oriente e fece parte della Pentapoli marittima con le città di Ancona e Senigallia, per difendersi dal tentativo di conquista dei Visigoti, dei Vandali e dei Goti.
Il periodo tardo-antico alto-medievale è stato caratterizzato da una situazione di instabilità politica e militare, emblematicamente ricordata, per quanto riguarda la prima metà del VI secolo, dalla guerra greco-gotica (535-553 d.C.) che è stata per queste zone molto cruenta e ha determinato l'abbandono di molte città romane soprattutto dell'entroterra.
Alcune di queste, come Suasa e Ostra antica, sono state completamente abbandonate dalla popolazione che si è dispersa e trasferita in diversi nuclei sulle colline circostanti, fortificando i vecchi insediamenti romani (ville rustiche, vici) per meglio difendersi militarmente nella nuova situazione di instabilità. Altre sono state abbandonate e rifondate in luogo più sicuro, come Sentinum che si trovava a fondovalle vicino al fiume Sentino ed è stata abbandonata per fondare sulla vicina altura l'odierna Sassoferrato. In altre città ancora, soprattutto lungo la costa, come Sena Gallica (Senigallia) e Ancona, si ha avuto invece una continuità abitativa mai interrotta fino ad oggi. Questa continuità, sebbene in una situazione di forte decremento demografico, è stata garantita dalla funzione di porto commerciale che queste città hanno sempre avuto. Quindi sebbene quasi completamente disabitate il porto ha avuto la funzione di polo aggregatore attorno al quale la vita cittadina non si è mai del tutto spenta.
Dopo un breve periodo sotto il dominio longobardo, nel 774 d.C. la zona fu donata da Carlo Magno allo Stato della Chiesa. Di questo periodo di dominazione longobarda, in concorrenza con i Bizantini, nella provincia restano evidenti tracce topografiche e antroponimiche: ad esempio il comune di Barbara porta nel suo nome e nei nomi caratteristici (Clodomiro, etc...) che i suoi abitanti si sono tramandati di generazione in generazione, evidenti tracce di questo periodo longobardo durante il quale l'abitato ha avuto origine.

## Basso Medioevo
Con l'istituzione del Sacro Romano Impero fu creata la Marca di Ancona, che dopo aver assorbito le marche di Camerino e di Fermo comprese quasi tutta l'odierna regione Marche. A partire dall'anno 1000 la Marca di Ancona iniziò un cammino verso l'indipendenza e si scontrò così più volte con il Sacro Romano Impero, che tentò ripetutamente di ristabilire il suo effettivo potere.
Nel 1137 l'imperatore Lotario II fu respinto, e nel 1167 anche l'imperatore Federico Barbarossa. Nel 1174, quando il Barbarossa inviò ad Ancona il suo luogotenente, l'Arcivescovo Cristiano di Magonza, per sottomettere una buona volta la città la Marca uscì vittoriosa ancora una volta.

### L'istituzione della Marca
Nel primo anno di pontificato, Papa Innocenzo III istituì quattro province come ripartizione dello Stato Ecclesiastico e governate da funzionari di nomina papale, i rettori. Una di queste province era la Marca anconitana (o Marca anconetana, Marca d'Ancona) e fu confermata nelle Costituzioni egidiane del 1357, emanate dal cardinale Egidio Albornoz.

## L'esperienza repubblicana
Nel 1797 furono firmati l'armistizio di Bologna ed il trattato di Tolentino fra Napoleone e Pio VI ed Ancona fu occupata dai francesi. Sfruttando l'occasione fu proclamata la Repubblica Anconitana, successivamente inglobata nella Repubblica Romana. Dal 1815, con la Restaurazione, il potere ritornò nelle mani del Papa fino al 1860 quando, con la battaglia di Castelfidardo, la provincia entra nel Regno d'Italia.

## L'Italia unita
Al momento dell'annessione il territorio provinciale si estendeva per 1937,7 km² con una popolazione di 176.490 abitanti, saliti a 416.611 nel censimento del 1971. Primo presidente eletto nel settembre 1861 fu il conte Lorenzo Fiorenzi di Osimo.